# المراعى (مبين)

تعديل مصدري - تعديل

المراعى هي إحدى قرى عزلة الادبعة بمديرية مبين التابعة لمحافظة حجة، بلغ تعداد سكانها 205 نسمة حسب تعداد اليمن لعام 2004.